# ميونخ 1860
نادي ميونخ 1860 للجمباز والرياضة (بالألمانية: Turn- und Sportverein München von 1860) هو نادي
كرة قدم ألماني، تأسس في 1860، في ميونخ بإقليم بافاريا في ألمانيا.

## روابط إضافية
- Official team website
- The Abseits Guide to German Soccer
- 1860wiki